# Sư đoàn Bộ binh 76 (Đức Quốc Xã)
Sư đoàn Bộ binh 76 được thành lập ngày 26 tháng 8 năm 1939 cùng với sư đoàn bộ binh 23 tại Potsdam. Sư đoàn bị tiêu diệt trong trận Stalingrad và được tái thành lập ngày 17 tháng 2 năm 1943.

## Sĩ quan chỉ huy
- Maximilian de Angelis, ngày 01 tháng 9 năm 1939
- Trung tướng Carl Rodenburg, ngày 26 tháng 1 năm 1942
- Erich Abraham, ngày 01 tháng 4 năm 1943
- Trung tướng Otto-Hermann Brucker, tháng 7 năm 1944
- Erich Abraham, tháng 8 năm 1944
- Trung tướng Siegfried von Rekowski, ngày 17 tháng 10 năm 1944
- Đại tá Wilhelm-Moritz Freiherr von Bissing, ngày 08 tháng 2 năm 1945
- Thiếu tướng Erhard-Heinrich Berner, ngày 14 tháng 2 năm 1945